# Municipio de Riverside (Dakota del Norte)
El municipio de Riverside (en inglés: Riverside Township) es un municipio ubicado en el condado de Steele en el estado estadounidense de Dakota del Norte. En el año 2010 tenía una población de 41 habitantes y una densidad poblacional de 0,44 personas por km².

## Geografía
El municipio de Riverside se encuentra ubicado en las coordenadas 47°23′2″N 97°54′41″O / 47.38389, -97.91139. Según la Oficina del Censo de los Estados Unidos, el municipio tiene una superficie total de 93.57 km², de la cual 93,37 km² corresponden a tierra firme y (0,21 %) 0,2 km² es agua.

## Demografía
Según el censo de 2010, había 41 personas residiendo en el municipio de Riverside. La densidad de población era de 0,44 hab./km². De los 41 habitantes, el municipio de Riverside estaba compuesto por el 100 % blancos. Del total de la población el 0 % eran hispanos o latinos de cualquier raza.